# Klaus Benkert
Klaus Benkert (* 20. Juni 1938) ist ein ehemaliger deutscher Fußballspieler, der in den 1950er Jahren für Rotation Babelsberg und Einheit Dresden in der DDR-Oberliga, der höchsten Spielklasse des DDR-Fußballs aktiv war.

## Sportliche Laufbahn
Als 14-Jähriger begann Klaus Benkert 1952 bei Rotation Babelsberg organisiert Fußball zu spielen. 1956 wurde er mit der Babelsberger Junioren-Mannschaft DDR-Meister. Im Sommer 1957 (Kalenderjahr-Spielzeit) kam er zu drei Punktspieleinsätzen als Stürmer in der Oberligamannschaft von Rotation Babelsberg. In der Saison 1958 spielte Benkert für den Oberligisten Einheit Dresden, wo er als Rechtsaußenstürmer 13 Oberligaspiele bestritt und dabei drei Tore erzielte. Obwohl Rotation Babelsberg 1958 aus der Oberliga abgestiegen war, kehrte Benkert 1959 dorthin zurück. Bis 1960 absolvierte er dort in der DDR-Liga 49 von 52 Punktspielen und erzielte acht Tore. Zu Beginn der Saison 1961/62 (Rückkehr zur Sommer-Frühjahr-Spielzeit) wurde die DDR-Liga-Mannschaft von Rotation Babelsberg zum neu gegründeten SC Potsdam transferiert, der den DDR-Liga-Platz übernahm. Die Fußballsektion des SC Potsdam bestand bis zum Ende 1965. In den dreieinhalb Spielzeiten mit insgesamt 110 DDR-Liga-Spieltagen war Benkert mit 135 Einsätzen Rekordspieler der Potsdamer. Er kam auf 15 Tore. Nach Einstellung des Fußball-Spielbetriebes beim SC Potsdam wurden dessen Spieler dem bisherigen Kreisligisten Motor Babelsberg zugewiesen, der den DDR-Liga-Platz des Sportclubs übernahm. Bis 1967/68 spielte Motor Babelsberg in der DDR-Liga, und Benkert war in dieser Zeit erneut Rekordspieler. Von den 75 Punktspielen verpasste er lediglich eine Partie. In jeder Saison zählte er zu den Torschützen und kam auf insgesamt zehn Treffer. Anschließend spielte Benkert noch eine Saison mit den Babelsbergern in der drittklassigen Bezirksliga und beendete danach 32-jährig seine Laufbahn als Fußballspieler. Dem Babelsberger Fußball blieb er bis ins Rentenalter als Nachwuchstrainer erhalten.